# Nobiltà alessandrina
La nobiltà alessandrina fu una classe sociale privilegiata della città di Alessandria e del suo contado dall'epoca medievale e comunale sino alla Restaurazione. La nobiltà, composta sia di famiglie del patriziato civico che di famiglie feudali, fu per secoli legata al Ducato di Milano e venne gradualmente integrata in quella piemontese nel corso del XVIII secolo, dopo il passaggio di Alessandria ai Savoia nel 1713. Facendo parte della nobiltà subalpina, confluì dal 1861 nella nobiltà italiana, sin dalla proclamazione del Regno d'Italia.

## Storia

### Origini

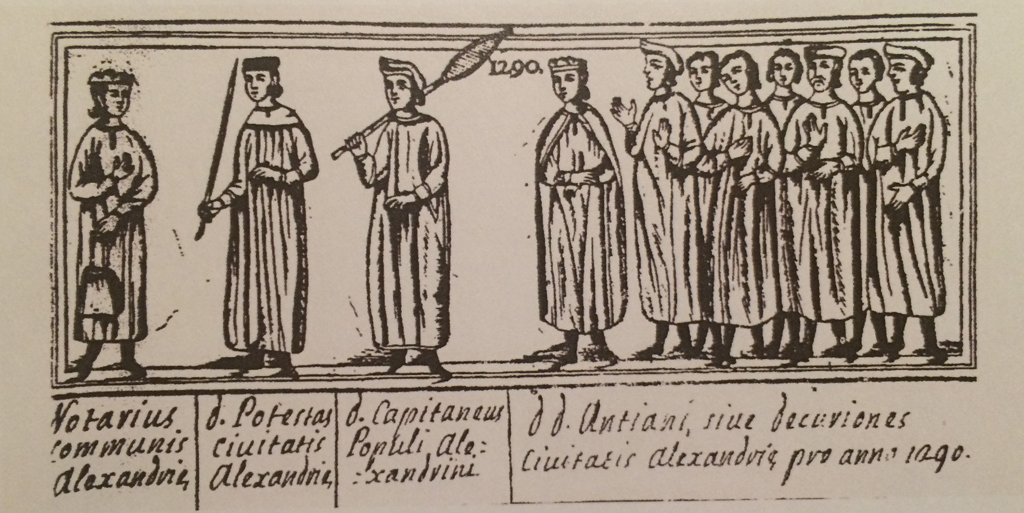
Le massime cariche alessandrine nei costumi del XIII secolo: il notaio del Comune, il Podestà, il Capitano del popolo e gli Anziani

La città di Alessandria fu fondata intorno al 1168, che si fissa come data convenzionale, dall'unione dei quattro borghi di Borgoglio, Gamondio, Marengo e Rovereto, da cui provennero gran parte dei cittadini del nuovo comune; alla fondazione concorsero anche famiglie nobili provenienti da altre città, come Genova o Milano, o feudatarie di borghi vicini. I primi ordinamenti comunali, con l'istituzione degli organi di governo del Consiglio Generale e dell'Anzianato, risalgono al 1228: in questa data fu istituito il patriziato cittadino, composto da 128 famiglie con accesso esclusivo al governo della città. Le famiglie furono divise nei due elenchi dei Nobili del Popolo e Nobili del Comune: i primi i casati della popolazione originaria, provenienti dai quattro borghi fondatori, i secondi quelli giunti da altre città dopo la fondazione. I Nobili del Popolo avevano diritto a metà dei seggi nel Consiglio, composto da 208 membri, e diritto esclusivo di accesso all'Anzianato, o Decurionato, dal quale erano esclusi i Nobili del Comune che avevano solo accesso al Consiglio. Le famiglie erano inoltre divise per quartiere di provenienza, dimodoché ogni quartiere fosse rappresentato in Consiglio per un quarto dei seggi, diviso tra nobili del Popolo e del Comune.

### Ducato di Milano
Alessandria rimase libero comune fino al 1348, anno in cui entrò a far parte dei territori del Ducato di Milano; già dal 1316 la città, per decisione del suo patriziato, si era posta sotto la protezione dei Visconti.

#### Sotto i Visconti: la Casa Ducale
Fin dai tempi della fondazione la nobiltà alessandrina era dilaniata internamente dalle lotte tra le due fazioni dei Guelfi e dei Ghibellini, la cui composizione è testimoniata dagli elenchi del 1225, tre anni prima degli ordinamenti comunali. Nel 1417 Filippo Maria Visconti, per porre fine a queste lotte, decise di istituire la Casa Ducale di Alessandria, una terza fazione sotto la sua diretta protezione con funzioni di controllo sulle precedenti. Un buon numero di famiglie della nobiltà cittadina entrò a farne parte, scegliendo di giurare fedeltà al Duca e ottenendone in cambio una concessione di arma comune e una piazza riservata in città per riunirsi. Molte delle famiglie di parte ducale però non figurano negli elenchi del patriziato originario, segno che i Visconti vollero con questo atto istituire una "nuova nobiltà" alessandrina ad essi fedele.

#### Il periodo spagnolo: la Provvisione
Il governo del Comune rimase saldamente in mano del patriziato originario fino alla fine del XVI secolo, passando per le fasi sforzesca e francese. Nel 1559, anno del passaggio del ducato di Milano sotto la dominazione spagnola, in una riforma voluta dal Governatore di Milano, Gonzalo II Fernandez de Cordoba, venne riconfermato il diritto ereditario di accesso al Consiglio stabilendo “che niuno si elegga né si ammetta per consigliere, il quale non sia delle antiche ed originarie famiglie e che non abbia i meriti conforme agli ordini dell’istessa città”. Le cronache cittadine, in realtá, ricordano i nomi di alcuni Consiglieri e Anziani non appartenenti al patriziato originario: è probabile che si tratti di persone aggregate a una delle casate patrizie (che funzionavano come "alberghi", si veda oltre il caso dei Cantono) o che siano ammissioni eccezionali ad personam a favore di cittadini in vista.
Nel 1589 una nuova riforma adeguò Alessandria agli ordinamenti comunali milanesi, istituendo il magistrato dei Dodici di Provvisione in sostituzione dell'Anzianato. Da questo momento in poi, e sempre più con ulteriori riforme del 1609 e 1651, la Provvisione divenne l'organo di governo di esclusiva nobiliare, cambiando poi nome definitivamente in Decurionato intorno alla metà del Settecento. L'accesso al Consiglio smise invece di essere riservato al patriziato cittadino e fu permesso a tutti i cittadini del Comune che rispettassero determinati requisiti di censo e la cui famiglia risiedesse da almeno settant'anni in città. Nonostante ciò il barone Antonio Manno inserì nel suo Patriziato Subalpino anche alcune famiglie alessandrine che ebbero accesso al solo Consiglio dopo il 1589, reputando quindi l'appartenenza ad esso, se ripetuta per generazioni, ingenerante nobiltà anche dopo la riforma.

### Regno di Sardegna
Il passaggio di Alessandria sotto il dominio dei Savoia, nel 1713, non cambiò il funzionamento del Comune, e gli organi del Consiglio e del Decurionato sopravvissero fino al 1840. Nel periodo sabaudo le interferenze dei regnanti portarono a volte a tensioni con il patriziato alessandrino, come nel caso dell'araldista Cesare Nicola Canefri, visto con benevolenza dal sovrano e ammesso al Decurionato per poi cadere due volte in disgrazia per le sue falsificazioni documentarie. Il patriziato alessandrino fu, insieme a quelli di Novara e Tortona, tra gli unici tre riconosciuti come "patriziati nobili" tra le province di nuovo acquisto dei Savoia, con Lettere Patenti del 1775. In conformità con questo criterio, dalla Consulta Araldica del Regno d'Italia furono inserite d'ufficio negli Elenchi Nobiliari del Regno, con diritto al titolo di Nobile, le famiglie discendenti dai Decurioni del 1771.

## Composizione
Della nobiltà alessandrina fecero parte le famiglie del patriziato e quelle che ebbero altri tipi di nobiltá, derivante dal possesso di feudi, da diplomi di nobiltà o dall'appartenenza a ordini cavallereschi nobiliari; naturalmente in molti casi questi titoli si aggiunsero a un patriziato preesistente, o viceversa l'aggregazione a esso derivò da un preesistente status nobiliare. 
Il patriziato, più in particolare, si può riunire in tre gruppi di casate: quelle del patriziato originario, presenti in Consiglio fin dal 1228, quelle native di Alessandria e aggregate in tempi successivi e quelle che, già di chiara nobiltà in altri luoghi, furono ammesse al patriziato dopo il loro trasferimento in città. Il Comune non si dotò mai di un Libro d'Oro ufficiale; l'unico elenco ufficiale di famiglie patrizie è quindi quello del 1228, riportato per intero negli annali del Ghilini, mentre per il periodo successivo alla riforma del 1589, l'elenco delle famiglie patrizie di Alessandria si ricava da quelle che ebbero Signori di Provvisione e Decurioni.
Tra le famiglie alessandrine principali spiccano per importanza i Guasco, i Trotti e i Ghilini, mentre tra le casate feudali non originarie della città si ricordano i Faà di Bruno, i Moscheni e gli Scati. Nei tempi più antichi ebbero un ruolo di primo piano nelle vicende politiche cittadine anche alcune famiglie che, pur rientrando nel novero di quelle feudali, derivarono il loro potere soprattutto dalle cariche comunali: spicca tra queste il casato dei Lanzavecchia, tra i principali della fazione ghibellina.

## Elenco delle principali famiglie nobili alessandrine
Elenco in ordine alfabetico delle famiglie nobili alessandrine dal 1228 al 1840, derivato dalle opere citate in bibliografia. Per le date di investitura dei feudi si fa principalmente riferimento al Dizionario Feudale del Guasco, le informazioni in nota e le date di aggregazione al decurionato sono spesso ricavate dal Patriziato Subalpino del Manno. Sono indicate con una sottolineatura le famiglie che, oltre ai titoli indicati, appartennero alla Casa Ducale.

### A
| A                  | Patriziato                                 | Titoli                                                                          | Note | Stemma                                                             |
| ------------------ | ------------------------------------------ | ------------------------------------------------------------------------------- | --- | ------------------------------------------------------------------ |
| Accarini           | Ammessi al patriziato                      | Ricevuti nell'Ordine di Malta                                                   | Lucca Accarini – nobile cittadino di Alessandria, fu ammesso nell’Ordine dei Cavalieri Gerosolimitani (oggi noto come Ordine di Malta) il 12 ottobre di quell'anno. Dal testo è implicito che l’evento sia avvenuto nell’anno 1381, lo stesso in cui Lodovico, figlio di Barnabò Visconti, sposò Violante. La menzione si trova nel volume degli Annali di Alessandria, alle righe L17521–L17527. |                                                                    |
| Acorneri           | Nobili del Comune                          |                                                                                 | |                                                                    |
| Agosti             | Decurioni (1771)                           | Conti (1842)                                                                    | Giorgio Francesco e Andrea Cristoforo, figli del medico collegiato e avvocato dei poveri Antonio Domenico, ammessi al Decurionato nel 1771. Giuseppe Angelo, Senatore Prefetto di Alessandria, fu creato conte nel 1842. |                                                                    |
| Alarcone           | Decurioni (1739)                           |                                                                                 | Famiglia decurionale di origine spagnola. |                                                                    |
| Allora             | Decurioni (1589)                           |                                                                                 | Giacomo Allora uno dei primi Dodici di Provvisione nel 1589. |                                                                    |
| Alnerio            |                                            | Consignori di Castelgrana (1594)                                                | |                                                                    |
| Alvergna           | Ghibellini del Popolo di Borgoglio         |                                                                                 | Per il Ghilini Nobili del Comune |                                                                    |
| Angeleri           | Ghibellini e Nobili del Comune di Gamondio |                                                                                 | Citati sia come Nobili del Popolo che del Comune dal Ghilini col nome di "Engelleri". Probabilmente si tratta di due rami della stessa famiglia, forse dello stesso ceppo degli Angeleri di Casale. |                                                                    |
| Anolfi             | Guelfi e Nobili del Popolo di Borgoglio    | Signori di Borgoratto (1652) Ricevuti nell'Ordine di Malta come quarto Visconti | Biagio Anolfi, notaio, fu uno dei primi Dodici di Provvisione nel 1589. |                                                                    |
| Ardizzoni          | Ghibellini e Nobili del Popolo di Gamondio |                                                                                 | Per il Ghilini sono Ghibellini del Comune di Gamondio nel 1225, ma nobili del Popolo nelle liste del 1228 |                                                                    |
| Arecchi            | Nobili del Comune                          |                                                                                 | |                                                                    |
| Arnuzzi de' Medici | Guelfi e Nobili del Popolo di Rovereto     | Conti di Corteranzo (1718)                                                      | Giovanni Luchino, protonotaro apostolico e referendario di Segnatura, ebbe da papa Leone X nel 1517 il privilegio dell'aggregazione alla sua casata con il diritto a portarne il cognome e le armi. | Dal 1517: Inquartato, al 1° e 4° dei Medici, al 2° e 3° di Arnuzzi |
| Arobba             | Guelfi e Nobili del Popolo di Borgoglio    |                                                                                 | |                                                                    |
| Arribaldi          | Decurioni (1716)                           |                                                                                 | Poi Arribaldi Ghilini |                                                                    |
| Aulari             | Ghibellini e Nobili del Popolo di Gamondio |                                                                                 | Alias Ollari. Per il Ghilini sono Ghibellini del Comune di Gamondio nel 1225, ma nobili del Popolo nelle liste del 1228. Vantano l'origine leggendaria da Gagliaudo Aulari. Ad essi appartenne Camillo, vescovo di Bobbio. Giovanni Francesco fu uno dei fondatori dell'Accademia degli Immobili.                                                                                                 |                                                                    |

### B
| B          | Patriziato                                  | Titoli | Note | Stemma |
| ---------- | ------------------------------------------- | --- | --- | --- |
| Baciocchi  |                                             | Baroni di Celli e Montalè (1774) | Originari della Corsica | |
| Bagliani   | Ghibellini e Nobili del Comune di Gamondio  | Marchesi del S.R.I. Conti Palatini (1469, 1536) Signori di Casalbagliani (1280) Consignori di Odalengo                                            | Trasferitisi a Casale, dove fiorirono ed ebbero numerosi titoli imperiali | |
| Baglioni   | Guelfi e Nobili del Popolo di Rovereto      | | | |
| Balbi      |                                             | Conti di Cantalupo e Villa del Foro (1733) Conti di Robecco (1772)                                                                                | Oriundi di Oviglio | |
| Balocco    |                                             | | Guelfi del Comune di Borgoglio. Ebbero un canonicato in San Pietro in Borgoglio almeno dal 1350. Lorenzo Balocco figura tra i "nobili cittadini" congregati per discutere la riforma elettorale del 1559.                                                          | |
| Balosti    | Guelfi e Nobili del Popolo di Borgoglio     | | alias Balosto | D'argento, a sei fiori di rosso, gambuti e fogliati di verde, 3, 2, 1                                                                                     |
| Baratta    | Guelfi e Nobili del Comune di Gamondio      | Consignori di Quattordio (1673) Ricevuti nell'Ordine di Malta                                                                                     | Vantano discendenza dagli antichi signori di Villa del Foro. Ottavio fu uno dei primi Dodici di Provvisione nel 1589. | |
| Barberi    | Ghibellini e Nobili del Popolo di Borgoglio | | A questa famiglia appartenne Perotto Barberi, medico del Quattrocento. Suo figlio Cristoforo fu notaio collegiato, come molti altri membri della famiglia almeno dal 1301 (Manfredino di Giacobino) al 1663 (Cristoforo di Pietro Agostino)                        | D'argento, alla croce di rosso, ancorata e divisa in quattro pezzi                                                                                        |
| Baruzzi    | Nobili del Popolo                           | | | |
| Baschiazzi | Guelfi e Nobili del Popolo di Gamondio      | | Alias Basgiazza. Matteo Giureconsulto nel 1466. | |
| Baudi      |                                             | Conti di Selve (1722) Conti di Vesme (1766) Conti di Calvignano (1774) Baroni di Belriparo (1750) Nobili di Alessandria (riconoscimento del 1775) | Vantano origine dagli antichi signori di Lanerio. La famiglia fiorì in Vigone e Torino ed ebbe nel 1775 un attestato del Comune di Alessandria che la dichiarò discendente dagli antichi Baudi alessandrini, che ebbero Anziani e furono ascritti alla Casa Ducale | D'azzurro al compasso d'oro aperto, col capo di rosso, cucito, carico di tre conchiglie d'oro ordinate in fascia                                          |
| Beccari    | Nobili del Popolo                           | Signori (1598), poi Conti di Grognardo (1604) Signori di Camo (1722)                                                                              | Noti anche come Beccaria, forse un ramo della celebre famiglia pavese con cui condivisero anche l'arma. Vi si estinsero i Grattarola (v.), divennero poi Beccaria Incisa Grattarola, acquisendo anche il feudo di Santo Stefano Belbo (Incisa)                     | |
| Bellingeri |                                             | Consignori di Rivarone (1441) | Oriundi di Milano, residenti ad Alessandria | Di rosso a tre leopardi d'oro, uno sull'altro |
| Bellisani  | Guelfi e Nobili del Popolo di Borgoglio     | | | |
| Berneri    | Ghibellini e Nobili del Popolo di Marengo   | | | |
| Bianchi    | Guelfi e Nobili del Comune di Rovereto      | Nobili di Alessandria (riconoscimento del 1750)                                                                                                   | Trasferiti a Napoli, sono detti Bianchi d'Espinosa | Fasciato di rosso e d'argento, di quattro pezzi |
| Biorchio   | Decurioni (1619)                            | | | |
| Boidi      | Guelfi e Nobili del Comune di Gamondio      | | Due rami: Boidi Ardizzoni e Boidi Trotti | |
| Bolla      | Ghibellini e Nobili del Popolo di Rovereto  | | Il Manno li dice oriundi di Chieri. Giacomo Filippo Bolla fu decurione nel 1649, Ippolito Bolla, capitano, si distinse in armi a Portolongone nel 1650. | Di rosso, al mezzo volo destro, d'argento, con il capo d'oro, carico di un'aquila, di nero                                                                |
| Bonelli    | Aggregazione (1566)                         | Principi di Salci Duchi Conti di Bosco Marengo (1597) Ricevuti nell'Ordine di Malta                                                               | Originari di Bosco, aggregati nel 1566 con l'ascesa al cardinalato di Michele Bonelli, nipote di papa Pio V | |
| Borghi     | Guelfi e Nobili del Popolo di Gamondio      | | | |
| Borgognoni | Nobili del Popolo                           | | | |
| Bottazzi   | Guelfi e Nobili del Popolo di Marengo       | | | D'azzurro, alla botticella d'oro, cerchiata e manicata di nero, con il capo d'oro, carico di un'aquila coronata, di nero                                  |
| Bovio      |                                             | Conti di Conzano (1766) | Noti come Bovio della Torre, vantano origine dai Torriani di Milano. Appartenne forse ad essi il Bertarello Boviani ascritto alla Casa Ducale. | D'azzurro, alla torre di due impalcate, sostenuta da due leoncini controrampanti, il tutto d'oro, con il capo d'oro carico di un'aquila coronata, di nero |
| Braschi    |                                             | Duchi di Nemi Conti Patrizi di Cesena (1607) | Guelfi del Popolo di Marengo trasferiti con Giacomo intorno al 1471 a Cesena, dove fiorirono e diedero i natali a papa Pio VI | |
| Busazzi    | Guelfi e Nobili del Popolo di Gamondio      | | Nicolao di Eustachio notaio collegiato nel 1492 | |

### C
| C                    | Patriziato                                              | Titoli | Note | Stemma |
| -------------------- | ------------------------------------------------------- | --- | --- | --- |
| Caccia               | Decurioni                                               | | Ramo della celebre famiglia Caccia novarese, ammesso al decurionato in tempi posteriori alla riforma del 1589 | |
| Cacciaguerra         | Guelfi e Nobili del Popolo di Gamondio                  | | | |
| Calcamuggi Firuffini | Ghibellini e Nobili del Comune di Marengo               | Conti di Cascinagrossa (1734) e Montalero (1894) Signori di Castelspina (1449), Mandrogne (1734) e Monleale (1753) Consignori di Cisterna d'Asti (1422) | Vantano origine dagli antichi signori di Pozzolo Formigaro, di Sezzè e Marengo. Alcune fonti vogliono i Calcamuggi e i Firuffini due famiglie distinte ma congiunte, ma per la maggioranza degli studiosi si tratta della stessa famiglia, che prende il secondo nome dal capostipite Ruffino (Fili Roffini, figli di Ruffino). I Firuffini ebbero le signorie di Castelspina e Cisterna d'Asti. | |
| Calcavagni           | Nobili del Popolo                                       | | | |
| Calvini              | Guelfi e Nobili del Popolo di Marengo                   | | | |
| Cancelliere          | Decurioni (1738)                                        | | | |
| Cane Bisnati         | Ammessi al patriziato (1571)                            | Signori di Pietra Marazzi (1558) | | D'azzurro, all'albero di verde, nutrito sulla pianura dello stesso, attortigliato da una serpe d'oro, la testa rivolta, sinistrato da un mastino d'argento, in atto di avventarsi contro la serpe, con il capo d'oro, carico di un'aquila di nero, coronata d'argento |
| Canefri              | Guelfi e Nobili del Comune di Gamondio Decurioni (1738) | Conti (1747) Signori di Fresonara Ricevuti nell'Ordine di Malta                                                                                         | Potente famiglia alessandrina degli antichi signori di Fresonara, ramo dei signori di Rovereto e Gamondio, a cui appartenne sant'Ugo Canefri, cavaliere di Malta. Pretese discendenza da questo ceppo il genealogista Cesare Nicola Canefri, che riuscì ad essere ammesso al Decurionato nel 1738 ed ottenne in seguito il titolo di Conte. La sua fama di falsario induce a dubitare della reale identità della sua famiglia con quella antica.                                                                                              | Di rosso, alla banda scaccata di tre file, d'azzurro e d'argento Alias: Di rosso, alla banda scaccata di tre file, d'argento e d'azzurro, accompagnata in capo da una stella d'argento |
| Cantone              | Decurioni (1595)                                        | | Alias Cantono. Provenienti da un'altra città, probabilmente Andorno. Esercitarono prerogativa nobiliare già nel 1593 aggregando a sé i fratelli Gianfrancesco, Gian Bartolomeo e Paolo Giorgio Cantono da Andorno, forse loro parenti. Ammessi al Decurionato nel 1595. Il membro più illustre fu Giovanni Battista (1589-1655), giureconsulto che fu nominato da Filippo IV Senatore di Milano e poi Reggente per il Ducato di Milano nel Supremo Consiglio d'Italia. Suo figlio Ortensio fu nominato dallo stesso re Cavaliere di Santiago. | Di [...], all'aquila di nero, portante in petto uno scudetto d'azzurro, al triangolo montante, d'argento |
| Capriata             |                                                         | Marchesi di San Giuliano (1743) | Vantano origine dagli antichi signori di Capriata. Oriundi di Valenza, dove sedettero in Consiglio (1650). Si estinsero nei Prati di Rovagnasco (v.) con Cristina, figlia di Camillo, primo marchese di San Giuliano. | Interzato in fascia, al 1° d'oro, all'aquila coronata, di nero; al 2° d'azzurro, alla croce scorciata accostata da due stelle (6), il tutto d'oro; al 3° di rosso al leopardo coronato, sostenuto da due ossa umane, decussate, il tutto d'oro Alias: Di rosso, al leone passante, d'oro, accompagnato in punta da due ossa umane, al naturale, decussate, con il capo d'oro, carico di un'aquila coronata, di nero |
| Carchi               | Decurioni (1643)                                        | | | |
| De Carli             | Aggregazione (1574)                                     | Conti (1730) Nobili (1436) Patrizi di Novara | Nobile famiglia di Novara. Il Giureconsulto Giovanni Francesco De Carli, residente con un incarico ufficiale ad Alessandria, fu aggregato il 1 febbraio 1574 al patriziato. | Di rosso, al leone coronato d'argento Con l'aggregazione, viene concesso l'uso dello stemma del Comune di Alessandria: D'argento, alla croce di rosso |
| Cassagni             | Ghibellini e Nobili del Comune di Borgoglio             | | | |
| Castellani Merlani   | Ghibellini e Nobili del Comune di Gamondio              | Conti di Arache (1895) Ricevuti nell'Ordine di Malta | Tra le più importanti famiglie di nobiltà non feudale, furono per un periodo a capo della fazione ghibellina di Alessandria. Vengono ricordati come Castellani Merlani almeno dal Trecento, probabilmente dall'unione di due famiglie dello stesso consortile, a cui appartennero anche i Prasca. Un'altra linea fu quella dei Castellani Merlani Varzi. Conti di Arache per successione Bertalazzone. | |
| Castelli             | Decurioni (1771)                                        | | Ammessi al Decurionato con Federico e Isidoro, avvocato, nel 1771 | Partito, di rosso a tre pali, d'argento, e d'azzurro, alla torre cucita, di rosso |
| Cavallero            | Decurioni (1640)                                        | | | |
| Cavasanti Reischio   | Decurioni (1620)                                        | Conti di Cuccaro (1781) | Ammessi al decurionato nel 1620 con Giulio Reischio (adottato nel 1618 dal prozio Giulio Cavasanti; la famiglia si chiamerà poi Cavasanti Reischio), forse discendente da quei Reschii Nobili del Comune (v.). Cristoforo Cavasanti sposa Eleonora Roberti di Castelvero, che nel 1781 compra il feudo di Cuccaro e ne viene investita: il figlio Lorenzo sarà il primo conte della famiglia. | D'azzurro, alla banda accompagnata da sei mondi ordinati in cinta, il tutto d'oro, con il capo d'oro, all'aquila coronata, di nero |
| Cellerino            | Guelfi e Nobili del Popolo di Borgoglio                 | | Presenti in Consiglio fin dal 1236 con Ruffino, ricordato nel Liber Crucis dal 1218. Alessandro fu Anziano nel 1300, Perpetuo nel 1394. Antonio Cellerino, Consigliere nel 1293 e Rettore di giustizia nel 1301, fu ai vertici della milizia cittadina. Gaspare, dottore fisico collegiato, fu uno dei primi Dodici Signori di Provvisione nel 1589. Giacomo Cellerino fu canonico di Santa Maria della Neve dal 1660 al 1701. | D'oro, ai due leoni affrontati di rosso |
| Cermelli             | Ghibellini e Nobili del Popolo di Gamondio              | | Diedero il nome a Casal Cermelli | Di rosso, alla fascia formata da fusi accollati, d'argento, con il capo d'oro, carico di un'aquila coronata, di nero |
| Civalieri Inviziati  | Decurioni (1746)                                        | Conti (riconoscimento del 1903) Signori di Masio (1675), Quattordio (1586) e Roccasparviera Nobili di Casale                                            | Oriundi di Casale, dove furono nobili di baldacchino e possedettero feudi. Ammessi al decurionato con Pietro Francesco, che si trasferì ad Alessandria mantenendo il patriziato casalese. In essi si estinsero gli Inviziati, i Mantelli e i Sappa de' Milanesi. | Inquartato, al 1° e 4° d'azzurro, alla colomba d'argento volante in banda, al 2° e 3° palato di rosso e d'oro; il tutto con il capo d'oro, carico di un'aquila, di nero |
| Clari                | Ghibellini e Nobili del Popolo di Marengo               | | Vantano discendenza leggendaria da Eurizio Claro, console romano sotto Marco Aurelio. Ebbero una piazza riservata in città per riunirsi e la cappella gentilizia nella chiesa di San Bernardino. Si ricordano i giureconsulti Luigi Clari, senatore (m. 1537), e Camillo, padre e figlio. Annibale fu uno dei primi Dodici di Provvisione nel 1589. | D'argento, a sei palle di rosso, poste in cinta, 1, 2, 2, 1 |
| Colli                | Ghibellini e Nobili del Comune di Borgoglio             | Marchesi di Felizzano (1753) | Poi Colli Ricci, furono eredi tramite i Canalis degli Alfieri di Cortemilia, discendendo da Giulia, sorella di Vittorio Alfieri. Ad essi appartenne il generale Luigi Leonardo Colli Ricci. | D'oro, a tredici monticelli di nero, isolati e ristretti, 3, 4, 3, 2, 1, con il capo d'oro, cucito, carico di un'aquila coronata, di nero |
| Conta                | Decurioni (1589)                                        | | Ghibellini del Popolo di Marengo, ammessi al decurionato con Giovanni Alberto Signore di Provvisione nel 1589. | D'azzurro, all'aquila scaccata d'argento e di nero, coronata del primo |
| Conzani              | Ghibellini e Nobili del Popolo di Rovereto              | Conti di Revignano (1734) | | Bandato di rosso e d'oro, con il capo d'oro, carico di un'aquila di nero, sostenuto d'azzurro |
| Coppa                | Ghibellini e Nobili del Popolo di Marengo               | | | |
| Cornaglia            | Nobili del Popolo                                       | | | |
| Cova                 | Ammessi al patriziato                                   | Riconoscimento di "antichità della famiglia" del 1605                                                                                                   | Famiglia di notai e giureconsulti ammessa al patriziato. Guelfi del Popolo di Borgoglio nella lista del 1225, anche se non risultano tra i Nobili del 1228, ebbero decurioni già in epoca medievale (Vincenzo Cova Anziano nel 1466). Ebbero numerosi benefici ecclesiastici nelle principali chiese di Borgoglio, tra cui un canonicato in San Pietro. | D'argento, alla croce di rosso, accantonata da quattro tortore, al naturale |
| Criculi              | Nobili del Popolo                                       | | | |
| Curioni              | Decurioni (1642)                                        | | Domenico, figlio del celebre giureconsulto astigiano Gian Giacomo, ammesso al decurionato nel 1642 | Interzato in fascia, al 1° d'oro, all'aquila di nero, al 2° d'azzurro, al castello d'argento di tre torri, accostato da due corone di alloro di verde, al 3° bandato d'azzurro e d'oro E numerosi altri alias |
| Cuttica              | Ammessi al patriziato (XVI secolo)                      | Signori (1578), poi Marchesi di Cassine (1756) Conti di Quargnento (1723) Nobili del S.R.I.                                                             | Anticamente Codega. Il ramo dei signori di Revigliasco (1868, per successione Scarrone) è un omonimo proveniente da Cassine. Ammessi al patriziato coi fratelli Stefano e Lorenzo nella seconda metà del Cinquecento. Il pregevole palazzo in Alessandria è oggi sede del Conservatorio e del Museo Civico. | Fasciato di nero e d'argento di quattro pezzi, con il capo d'oro carico di un'aquila coronata, di nero |

### D
| D        | Patriziato        | Titoli | Note                                                                 | Stemma |
| -------- | ----------------- | ------ | -------------------------------------------------------------------- | ------ |
| Doglioli | Decurioni (1791)  |        |                                                                      |        |
| Dulchi   | Nobili del Popolo |        | Compaiono sia come Ghibellini di Marengo che come Guelfi di Gamondio |        |

### F
| F         | Patriziato                                 | Titoli | Note | Stemma |
| --------- | ------------------------------------------ | --- | --- | --- |
| Faà       | Decurioni (XVIII secolo)                   | Marchesi di Bruno (1648), già signori dal 1590 e poi conti nel 1598 Conti di Carentino (1681) Signori di Fontanile (1673) Nobili di Alessandria Ricevuti nell'Ordine di Malta | Illustre casata della valle del Belbo, trasferitasi in Alessandria con il marchese Antonino (m. 1762), ammesso al decurionato. Ebbero inimicizie con i Moscheni (v.). Camilla, Marchesa di Mombaruzzo, fu consorte morganatica del Duca di Mantova. In tempi più recenti si distinsero i fratelli Emilio, ufficiale di Marina, e Francesco, venerato come beato dalla Chiesa cattolica.                                                                             | |
| Falameri  | Nobili del Popolo                          | | Già estinti nel Seicento (Armoriale Sardi) | |
| Fara      |                                            | Ricevuti nell'Ordine di Malta come quarto Trotti | Alias Farra. Famiglia di Castellazzo (cfr. A-Valle), ricevuta con prove nobiliari nel 1646 nell'Ordine di Malta. Si tratta probabilmente della stessa famiglia del celebre letterato e giureconsulto Alessandro Farra (XVI secolo), nativo di Castellazzo, ambasciatore di Alessandria a Roma e poi governatore di Ascoli e Casalmaggiore. | |
| Farina    | Guelfi e Nobili del Popolo di Rovereto     | Nobili (riconoscimento del 1894) | Famiglia che ebbe numerosi giureconsulti collegiati, estinta a fine Settecento. Corrado Farina, figlio del senatore Maurizio, di Rivarolo, ottenne nel 1894 il riconoscimento del titolo di Nobile; la sua famiglia alzava le stesse armi dei Farina alessandrini ma la discendenza da questi, stando alla genealogia del Manno, non è provata. | |
| Fazio     | Nobili del Popolo                          | | | |
| Felizzani | Guelfi e Nobili del Popolo di Gamondio     | | | |
| Ferichi   | Nobili del Popolo                          | | | |
| Ferrari   | Nobili del Popolo di Rovereto              | | Due rami dei Ferrari di Rovereto appaiono divisi nel 1225: Guelfi i Ferrari e Ghibellini i Ferrari "di Strata". Non è chiaro se siano la stessa famiglia o se uno dei due rami sia la seguente, successivamente nobilitata col comitato di Marengo. Ai Ferrari patrizi originari appartenne Giovanni Francesco, Capitano della fiera di Alessandria (XVII secolo). Si estinsero nei Ferrari di Castelnuovo con Isabella Teresa che sposò il marchese Paolo Vincenzo | Fasciato di rosso e d'oro Per il Manno: D'argento, al leopardo al naturale, illeonito, tenente una palma di verde |
| Ferrari   | Decurioni (1745)                           | Conti di Marengo (1747) | Carlo Francesco, figlio del capitano Giacomo Francesco, del dottore fisico collegiato Perpetuo, fu ammesso al decurionato nel 1745. Due anni dopo acquistò il feudo di Marengo, con Spinetta. | Di rosso, al decusse d’oro, col capo del secondo carico di un’aquila di nero, coronata d’argento |
| Ferrari   |                                            | Signori (1623), poi Marchesi di Castelnuovo Bormida (1738) Conti di Orsara (1598)                                                                                             | Oriundi di Rivalta Bormida. Paolo Vincenzo nel Settecento si stabilisce in Alessandria dopo il matrimonio con Isabella Teresa Ferrari (v.). Il figlio Paolo fu Primo Presidente del Senato e Gran Croce dei Ss. Maurizio e Lazzaro. | Troncato, al 1° d’oro all’aquila, coronata, di nero; al 2° d’argento al castello di rosso, fondato sulla campagna di verde                                                                                                  |
| Figarolo  |                                            | Conti di Gropello (1791) | Giovanni Andrea Giuseppe, avvocato di Valenza, fu Vice Intendente di Alessandria e fu investito del feudo di Gropello nel 1791. La famiglia risiedette in città, nel palazzo sull'attuale Piazza Marconi. | Troncato, al 1° d'azzurro, a tre monti al naturale, moventi dalla partizione, sormontati da tre stelle d'argento, ordinate in fascia; al 2° d'oro, a due fasce di rosso, la superiore a spinapesce                          |
| Filiberti | Ghibellini e Nobili del Popolo di Gamondio | | Paurello Filiberti ascritto con i suoi figli alla Casa Ducale. Lazzarino Anziano nel 1466. | |
| Firuffini | Ghibellini e Nobili del Comune di Marengo  | | v. Calcamuggi | |
| Forcheri  | Decurioni                                  | | | |
| Forti     | Ghibellini e Nobili del Popolo di Gamondio | | Gherardo Forti fu ascritto alla Casa Ducale "per lui solamente" | |
| Franzini  |                                            | Conti (1838) | Originari di Mirabello Pavese. Il generale d'armata Antonio Maria, nato ad Alessandria, è creato conte nel 1838. Suo fratello Paolo, tenente generale, Medaglia d'oro al valor militare e Commendatore dell'Ordine Militare d'Italia, è capostipite del ramo Franzini Tibaldeo, anch'esso insignito del titolo comitale nel 1858. | Inquartato; Al 1° e 4° di rosso a tre fasce d’argento a foglia di sega; al 2° e 3° d’oro, al castello di rosso, mattonato, aperto e finestrato di nero; il tutto sotto un capo d’oro, carico di un’aquila coronata, di nero |
| Frascara  | Guelfi e Nobili del Popolo di Gamondio     | | | |

### G
| G            | Patriziato                                 | Titoli | Note | Stemma |
| ------------ | ------------------------------------------ | --- | --- | --- |
| Gabba        | Aggregazione (1553)                        | | Famiglia di Pavia, ammessa al patriziato tramite l'aggregazione ai Cellerino (v.) del 20 dicembre 1553. | V. Cellerino |
| Gaioli Boidi | Decurioni                                  | | Famiglia di Molare. Il Manno li dice conti. | |
| Gallarati    | Decurioni (ante 1651)                      | Patrizi milanesi | Ramo della celebre famiglia milanese originato da Gianfrancesco di Luigi (XV secolo). Si estinsero in un ramo dei Guasco (v.) che ne assunse il cognome (Guasco Gallarati). | D'azzurro, alla colonna d'argento, accollata di una vite di verde; con la bordura composta di rosso e d'oro |
| Gallia       | Ammessi al patriziato                      | | Vantano origine dagli antichi signori di Solero. Lancillotto Gallia fu celebre giureconsulto, suo figlio Antonio podestà di Cremona (1632) e senatore di Milano; Ottaviano podestà di Trezzo (1646). Divennero poi Gallia-Dal Pozzo, inquartando le armi di questa famiglia (v.). Ebbero un patronato nella parrocchia di Cascinagrossa (Casalis).                       | Bandato di rosso e d'oro |
| Gambarini    | Guelfi e Nobili del Comune di Marengo      | Conti Palatini (1436) Nobili di Lucca (1628) | Pietro Ludovico, Podestà di Lucca, ottenne la cittadinanza lucchese nel 1457; questo ramo fu poi ascritto al libro d'oro della Repubblica nel 1628 ed ebbe un ulteriore riconoscimento nel 1826. Prese poi il nome di Anzilotti Gambarini. Il ramo alessandrino si estinse nel 1776.                                                                                     | D’oro, all’aquila di nero, con il volo abbassato, coronata del campo, caricata in petto di uno scudetto troncato cuneato di quattro pezzi, di rosso e d'argento (alias: d'argento e di rosso) |
| Gambaruti    | Guelfi e Nobili del Popolo di Gamondio     | | Un Luchino Gambaruti fu dottore in legge a fine Quattrocento. Il giureconsulto Ortensio fu il primo Priore di Provvisione nel 1589. | |
| Gamondi      | Decurioni (1652)                           | | Famiglia consolare di Bosco Marengo | D'azzurro, a due leoni d'oro, linguati e unghiati di rosso, affrontati e sostenenti un globo, pure d'oro, cerchiato e crociato d'argento, sostenente un'aquila nera, coronata d'oro |
| Gastaldi     | Guelfi e Nobili del Popolo di Rovereto     | Ricevuti nell'Ordine di Malta | | |
| Gavigliani   | Guelfi e Nobili del Popolo di Rovereto     | | Famiglia decurionale che ebbe numerosi ecclesiastici e dottori e giureconsulti collegiati. Pur senza mai ottenere un titolo nobiliare, strinse alleanze matrimoniali con tutte le casate principali di Alessandria. | |
| Genovesi     | Nobili del Popolo                          | | | |
| Genzi        | Nobili del Popolo                          | | Si ricorda un Gerardo notaio collegiato nel 1327 | |
| Ghilini      | Guelfi e Nobili del Popolo di Marengo      | Marchesi di Gamalero (1726) e Maranzana (1670), Conti di Asuni (1749), Pavone (1681), Rivalta (1680), Sezzè (1726) Signori di Borgoratto (1438) e Castelceriolo(1439) Ricevuti nell'Ordine di Malta                                                     | Una delle principali famiglie di Alessandria, che annovera tra i suoi membri due cardinali, Andrea e Tommaso Maria, e numerosi vescovi, letterati (tra cui Girolamo Ghilini) e uomini d'arme. Il palazzo in città fu progettato da Benedetto Alfieri. | |
| Ghislieri    | Aggregazione (XVI secolo)                  | | Famiglia originaria di Bologna e trasferitasi in Bosco, aggregata al patriziato cittadino con l'ascesa di Antonio Ghislieri, papa col nome di Pio V | |
| Granari      | Ghibellini e Nobili del Popolo di Gamondio | | | Colori ignoti |
| Grassi       | Nobili del Popolo                          | | | |
| Grattarola   | Decurioni (XVII secolo)                    | Marchesi di San Giorgio (1742) | Originari di Solero, venuti in Alessandria agli inizi del '600 con Matteo. Si estinsero nei Beccaria | D'azzurro, a due leoni coronati, d'oro, affrontati e controrampanti, tenenti con le branche anteriori una grattugia d'argento, sostenuti da tre monti all'italiana, di verde, uscenti dalla punta |
| Guaracco     | Decurioni (1693)                           | | Famiglia oriunda di Genova o Quargnento, nel cui Consiglio sedette. Residente in Alessandria da fine '400, ebbe la cittadinanza ai principi del secolo successivo. Quattro membri, di padre in figlio, appartennero al collegio dei Giureconsulti per oltre un secolo, a partire dal 1579, fino all'ammissione al decurionato dei fratelli Gaspare e Pietro a fine '600. | |
| Guasco       | Guelfi e Nobili di Bergoglio               | Principi del S.R.I. Marchesi di Castellazzo (1594), Serralunga di Crea (1595), Solero (1637), Castelletto d'Erro (1662), Francavilla (1779) Conti di Frascaro, Gavi, Pavone Signori di Bisio (1450) e innumerevoli luoghi Ricevuti nell'Ordine di Malta | Una delle famiglie principali di Alessandria. Era divisa in molti rami, dei quali i tre principali furono quelli dei Guasco di Bisio, di Castelletto e di Solero | Inquartato, al 1° e 4° di rosso, a due zampe di leone, d’oro, strappate, affrontate, poste in fascia, tenenti un anello d’oro, con il diamante, sormontato da un breve svolazzante scritto del motto C’EST MON DESIR; al 2° e 3° trinciato dentato d’oro e d’azzurro (arma antica); sul tutto di rosso, alla basilica pontificia, d'azzurro, attraversante con due chiavi, d’oro e d'argento, addossate decussate, con l’ingegno in basso I Guasco di Solero portavano: Semitroncato partito, al 1°, a) di rosso, a due zampe di leone, d’oro, strappate, affrontate, poste in fascia, tenenti un anello d’oro, con il diamante, sormontato da un breve svolazzante scritto del Motto C’EST MON DESIR, b) trinciato dentato d’oro e d’azzurro, al 2° d'argento, alla vite di verde, accollata alla colonna al naturale, coronata |
| Guastavini   | Ghibellini e Nobili del Comune di Rovereto | | | |
| Guerzi       | Guelfi e Nobili del Popolo di Borgoglio    | | Fabio Guerzi Anziano nel 1471. Gherardo uno dei primi Dodici di Provvisione nel 1589. | |

### I
| I         | Patriziato                                 | Titoli | Note | Stemma |
| --------- | ------------------------------------------ | --- | --- | ------ |
| Inverardi | Ghibellini e Nobili del Comune di Marengo  | | Già estinti nel Seicento (Armoriale Sardi)                                                                                  |        |
| Inviziati | Ghibellini e Nobili del Comune di Rovereto | Grandi di Spagna di prima classe Marchesi Conti di Belvedere (1715) Signori di Calamandrana (1490) e Quattordio (1548) Ricevuti nell'Ordine di Malta | Furono a capo della fazione ghibellina tra il XIII e il XIV secolo. Si estinsero nei Civalieri (v.), che ne presero il nome |        |

### L
| L            | Patriziato                                  | Titoli                                              | Note | Stemma |
| ------------ | ------------------------------------------- | --------------------------------------------------- | --- | --- |
| Lamborizi    | Ammessi al patriziato                       |                                                     | Sono già citati come nobili e patrizi alessandrini a fine '400. Guglielmo Lamborizi, dottore in ambe le leggi, fu Podestà di Piacenza nel 1499 e di Milano nel 1505. Altri giureconsulti della famiglia furono Giovanni Antonio, suo contemporaneo, e Alessandro (XVII secolo) | |
| Lanzavecchia | Ghibellini e Nobili del Comune di Gamondio  | Signori di San Giorgio (1413) Conti di Burio (1780) | Nei tempi antichi furono tra le principali famiglie della fazione ghibellina. Il ramo alessandrino si estinse e sopravvisse quello di Burio | D'azzurro, a tre lance, banderuolate, d'oro, posta una accanto all'altra, con il capo del secondo carico di un'aquila bicipite, di nero |
| Lavezzeri    |                                             | Nobili (1779)                                       | Titolo di Nobile all'avvocato Alessandro Lavezzeri | |
| Lazari       |                                             | Conti (1838)                                        | Il Senatore e Generale Fabrizio fu creato Conte da Re Carlo Alberto. | Bandato d'argento e di rosso, con il capo d'oro, carico di un’aquila coronata, di nero                                                  |
| Legieri      | Nobili del Popolo                           |                                                     | | |
| Lemuggi      | Ghibellini e Nobili del Popolo di Borgoglio |                                                     | Tra i membri di questa famiglia si ricordano Giovan Marco Lemuggi, Anziano nel 1466, Gabriele, Cancelliere di Alessandria nel 1579, e un Alfonso canonico del Duomo di Alessandria nel 1591                                                                                    | |
| Litta        | Nobili del Popolo                           |                                                     | | |
| Lodola       | Ghibellini e Nobili del Popolo di Borgoglio |                                                     | Forse discendono da questa famiglia i nobili Lodolo d'Oria di Alessandria. | |
| Lombard      |                                             | Baroni (1834)                                       | Famiglia del Belley, trasferitasi in Alessandria e successivamente a Torino dove fu nobilitata. | Di rosso, al leone d'argento, con il capo d'oro, carico di un'aquila coronata, di nero                                                  |
| Lumelli      | Guelfi e Nobili del Popolo di Rovereto      |                                                     | Un Raffaele Lumelli fu giureconsulto e storiografo cittadino | |

### M
|  | M               | Patriziato                                  | Titoli | Note | Stemma |
|  | --------------- | ------------------------------------------- | --- | --- | --- |
|  |                 |                                             | | | |
|  | Mayhob          | feudali                                     | | non sono disponibili altre informazioni | Un elefante su zampe con una corona di alloro che sorregge il mondo sopra la sua testa |
|  | Mairoli         | Guelfi e Nobili del Popolo di Rovereto      | | | |
|  | Malvicini       | Guelfi e Nobili del Comune di Gamondio      | | | |
|  | Mandrini        |                                             | Conti di Lobbi (1734) Nobili di Tortona (1700) | Teresa, di famiglia patrizia tortonese, comprò il feudo di Lobbi che passò poi al figlio Carlo Maria Stortiglione (v.) nel 1752 | Troncato d'oro e di rosso, alla torre di mattoni di due palchi, merlata di tre pezzi, al naturale, sinistrata da un alberello di verde, fiorito di bianco, il tutto attraversante |
|  | Mantelli        | Guelfi e Nobili del Popolo di Borgoglio     | Signori (1701), poi Conti di Quattordio (1776) Conti Palatini (1536) Patrizi di Alessandria (titolo usato almeno dal 1573) Ricevuti nell'Ordine di Malta | Antica famiglia che si distinse per il gran numero di notai e giureconsulti collegiati, tra i quali Ottaviano, Conte Palatino come tutti i suoi figli, Gerolamo e Sebastiano. Condivisero la signoria di Quattordio con i Civalieri ed ebbero con essi una faida che terminò con l'uccisione dell'abate Bernabò Mantelli nel 1691. Le due famiglie si riappacificarono nel 1776 col matrimonio di Maria Antonia Gabriella, ultima della sua famiglia, con il conte Annibale Civalieri.                                                                                     | |
|  | Marchelli       | Guelfi e Nobili del Comune di Rovereto      | | Ebbero diritti, insieme agli Inviziati, alla terza parte delle gabelle riscosse alle porte della città. Ebbero una piazza per riunirsi in Rovereto, nota ancora nel Seicento come Piazza de' Marchelli. Giovan Giacomo fu uno dei primi dodici Signori di Provvisione nel 1589. | Di rosso, al leone d'oro, con la banda d'azzurro, carica di tre rose d'argento, passante sul tutto |
|  | Maroelli        | Ghibellini e Nobili del Popolo di Borgoglio | | Alias Maruelli. Oberto e Opizzone Consiglieri nel 1236. Per il Manno furono consignori di Castellengo (1410) | Di rosso, al leone coronato d'oro, con la fascia d'argento, attraversante |
|  | Martina         | Ghibellini e Nobili del Comune di Gamondio  | | | |
|  | Masio           |                                             | Conti di Calvignano (1785) | Famiglia originaria di Alessandria, trasferitasi a Fossano dove fiorì. Chiara Margherita Baudi di Selve (v.), vedova Masio, acquista il feudo per i figli. | D'azzurro, alla quercia addestrata da un leoncino rivoltato, con la fascia attraversante, alzata, il tutto d'oro |
|  | Mazzi           | Guelfi e Nobili del Popolo di Gamondio      | | | |
|  | Melazzi         | Ghibellini e Nobili del Popolo di Rovereto  | Conti di Valle San Bartolomeo (1747) | Alias Melazzo. Giovanni Mario fu Avvocato dei Poveri di Alessandria e suo figlio Pietro Guglielmo acquistò il feudo di Valle San Bartolomeo. | Di rosso, al melo, nodrito nella pianura erbosa, al naturale, col capo d’oro, carico di un’aquila coronata, di nero |
|  | Merlani         | Ghibellini e Nobili del Comune di Gamondio  | | v. Castellani | |
|  | Merli Miglietti |                                             | Conti di Castelletto Scazzoso | Famiglia di San Salvatore Monferrato. Il Manno li dice "nobili, per il decurionato alessandrino", forse per la loro aggregazione alla casata dei Ghislieri (v.). | Interzato in palo: al 1° d'oro, alla fascia di nero, accompagnata in capo da un'aquila coronata, di nero, e in punta da tre lancie, poste in palo, di nero, sormontate, ciascuna, da un merlo al naturale (Merli); al 2° d'oro, a tre bande di rosso (Ghislieri); al 3° d'azzurro, alla campagna erbosa carica di una pianticella di miglio, d'oro, fiancheggiata da due polli al naturale, crestati di rosso, affrontati, in atto di beccare (Miglietti) |
|  | Milanesi        | Nobili del Popolo                           | | Antica famiglia decurionale da cui presero origine i Sappa (v.) | |
|  | Milanesi        |                                             | Nobili (1547) Ricevuti nell'Ordine di Malta come quarto Gherardengo                                                                                      | | |
|  | Milani          | Guelfi e Nobili del Popolo di Marengo       | | | D'oro, a due tronchi di verde, noderosi, decussati |
|  | Moscheni        | Decurioni (1702)                            | Marchesi di Bergamasco (1662) Signori di Castelnuovo (1574) Ricevuti nell'Ordine di Malta come quarto Castellani                                         | Oriundi di Bergamo, acquisirono la cittadinanza alessandrina nel 1520. Probabilmente appartenne a questa famiglia il Francesco Moscheni tipografo di inizio Cinquecento. Acquisirono Castelnuovo a fine Cinquecento, permutandolo poi con Bergamasco. Furono per decenni acerrimi nemici dei Faa' di Bruno a causa di una congiura ordita da questi ultimi nel 1686 ai danni del marchese Giovanni. Le due casate si riappacificarono con un'alleanza matrimoniale nel 1720. Nel 1702 Francesco, figlio di Giovanni sopravvissuto alla congiura, fu ammesso al decurionato | D'azzurro, al monte di tre vette, di verde, cucito, sormontato da tre mosche, d'oro |
|  | Muzi            | Ghibellini e Nobili del Popolo di Marengo   | | Alias Mussi, Mutii | Di rosso, al leone d'oro Alias: Partito di rosso e d'azzurro, al leone d'argento attraversante, con il capo d'oro, carico di un'aquila coronata, di nero |

### N
| Famiglia | Patriziato                              | Titoli | Note                                                                | Stemma                                                                                   |
| -------- | --------------------------------------- | ------ | ------------------------------------------------------------------- | ---------------------------------------------------------------------------------------- |
| Nani     | Guelfi e Nobili del Comune di Borgoglio |        | Gherardo Nani ascritto alla Casa Ducale "per lui e i suoi figlioli" |                                                                                          |
| Negri    | Decurioni                               |        |                                                                     | Troncato, d'argento all'aquila di nero, coronata d'oro, e d'argento, a tre bande di nero |
| Nizzia   | Guelfi e Nobili del Comune di Borgoglio |        |                                                                     |                                                                                          |

### O
| O         | Patriziato                                 | Titoli                                      | Note | Stemma                                                                                     |
| --------- | ------------------------------------------ | ------------------------------------------- | --- | ------------------------------------------------------------------------------------------ |
| Oddone    |                                            | Nobili (1840)                               | Famiglia oriunda di Cassine. Carlo, avvocato, ottiene la cittadinanza alessandrina nel 1839; nel 1840 non ottiene l'ammissione al Decurionato ma in cambio è creato nobile e ammesso al Consiglio. |                                                                                            |
| Olivazzi  | Decurioni (XVIII secolo)                   | Signori di Quattordio (1652) e Masio (1675) | Famiglia di Alessandria a cui appartenne Paolo Emilio, dottore in leggi, da cui discende il ramo di Milano che ebbe il marchesato di Spineta (1713) e il patriziato milanese. Da suo fratello Gian Antonio discende invece il ramo rimasto in Alessandria dei signori di Masio e Quattordio, che fu ammesso al decurionato con Paolo Antonio a fine Settecento. |                                                                                            |
| Ottelli   |                                            |                                             | Guelfi del Popolo di Borgoglio nel 1225, ascritti alla Casa Ducale; Ubertino e Battista Ottelli nel 1559 fecero parte del gruppo di "nobili alessandrini" che discussero la riforma elettorale del Consiglio e Anzianato. Battista Ottelli, probabilmente omonimo del primo, fu Cancelliere di Alessandria a inizio Seicento.                                   |                                                                                            |
| Ottobelli | Ghibellini e Nobili del Comune di Gamondio |                                             | Il Ghilini li indica Nobili del Comune, ma Ghibellini del Popolo di Gamondio. | D'azzurro, alla banda doppiomerlata, d'oro, con il capo d'oro, carico di un'aquila di nero |

### P
| P             | Patriziato                                  | Titoli | Note | Stemma |
| ------------- | ------------------------------------------- | --- | --- | --- |
| Paleari       |                                             | Ricevuti nell'Ordine di Malta | Alias Pagliari. Fra' Antonio Maria Pagliaro ricevuto nell'Ordine Gerosolimitano nel 1541. | |
| Pallavicini   |                                             | Conti di Castellazzo (1653) | Ramo dei Pallavicino di Genova; Ottavio acquista la contea di Castellazzo nel 1651 e ne è investito due anni dopo. | Cinque punti d'oro equipollenti a quattro d'azzurro, con il capo d'oro, alla fascia scorciata doppiomerlata di tre pezzi, di nero |
| Panizza       | Ammessi al patriziato (XIII secolo)         | | Ghibellini del Popolo di Borgoglio. Nonostante non siano presenti nelle liste del 1228, un Pietro Panizza risulta Consigliere nel 1236. | |
| Panza         | Ghibellini e Nobili del Popolo di Borgoglio | | Vantano origini leggendarie dal console Gneo Genuzio Pansa. Gian Paolo Panza partecipò alla riforma elettorale del 1559. A fine Cinquecento si ricorda un Cristoforo Panza giureconsulto. Girolamo Pansa fu ammesso a giurare nel 1822 come nobile. | Di rosso, al leone coronato, d'oro |
| Panizzoni     |                                             | Signori di Corticelle (1453) Ricevuti nell'Ordine di Malta                                                                          | Il medico Francesco fu investito di Corticelle. Luchino fu Segretario del Marchese di Monferrato (XV secolo). Suo fratello Biagio fu illustre giureconsulto e riformò gli statuti del suo collegio. Guglielmo fu al servizio di vari sovrani. La famiglia ebbe la cappella maggiore di Santa Maria di Castello e un'altra cappella gentilizia nella chiesa del Carmine. | Troncato, al 1° d'oro, all'aquila di nero, al 2° d'argento, alla rosa di giardino, di rosso, gambuta e fogliata di verde, coronata d'oro, all'antica (per privilegio dei re d'Inghilterra), con la fascia d'azzurro, carica di tre code di leone, d'oro, passante sulla partizione Alias: Inquartato, al 1° e 4° d'azzurro, a tre spighe d'oro, legate, al 2° e 3° d'argento, al bisante sormontato da una corona, il tutto d'oro, cucito |
| Parma         | Guelfi e Nobili del Popolo di Rovereto      | | La famiglia risulta caduta in disgrazia alla fine del Cinquecento: Cesare Parma nel 1577 cede a Giovan Francesco Arnuzzi una delle chiavi dell'arca delle reliquie di Alessandria, che la sua famiglia custodisce, in cambio di qualche aiuto economico. | |
| Pavaranza     | Ammessi al patriziato (1581)                | Signori (1594), poi Baroni di Frassinello e Olivola (1600) Nobili del S.R.I. (1541) Nobili di Alessandria (riconoscimento del 1775) | Oriundi di Fubine, di cui furono podestà. Gian Antonio fu Protonotaro apostolico e Cameriere d'onore di papa Paolo III. Suo nipote Guglielmo acquistò i feudi della famiglia. Un ramo discendente da Giovanni, ottenuta la cittadinanza alessandrina, fu ammesso al patriziato nel 1581 con Emilio. | |
| Pavesi        | Ghibellini e Nobili del Popolo di Rovereto  | | | |
| Pecorelli     |                                             | Ricevuti nell'Ordine di Malta | Un Fra' Vincenzo Pio Pecorelli di Alessandria risulta ricevuto nell'Ordine Gerosolimitano il 28 maggio 1588. | |
| Pederana      | Ghibellini e Nobili del Popolo di Rovereto  | Ricevuti nell'Ordine di Malta come quarto Stortiglione                                                                              | Si ricorda un Dalmazino Anziano nel 1462. Camillo Pederana, dottore fisico collegiato, fu uno dei primi Dodici di Provvisione del 1589. Carlo Aurelio fu decurione a metà Seicento. Il Manno li dice estinti. | D'oro, a tre scaglionetti di verde, il primo tronco e non convergente in vertice, al palo di rosso attraversante, con il capo d'oro, carico di un'aquila coronata, di nero |
| Pellati       |                                             | Nobili (riconoscimento del 1895) | Famiglia nobile di Castellazzo Bormida, ramo dei Prati (v.) di cui alzarono l'arma, trasferita ad Alessandria a inizio Settecento. | V. Prati |
| Peragioli     | Ghibellini e Nobili del Popolo di Marengo   | | Alias Paraccioli | |
| Perboni       | Ghibellini e Nobili del Popolo di Marengo   | Marchesi di Incisa (1516) Conti di Belvedere (1736) Signori di Oviglio (1513) e di Vinchio (1662)                                   | Vantano origine dai Marchesi di Incisa. Il Manno ricorda un Guglielmo Decurione nel 1396. Simone Perboni ascritto alla Casa Ducale nel 1417. Girolamo, giureconsulto collegiato, fu investito di Oviglio dall'Imperatore per ripagarlo di un prestito. Si estinsero (1823) nei Solaro di Govone, dando origine ai Solaro Perboni. | D’azzurro, alla banda d’argento, accompagnata da due stelle dello stesso; con il capo d’oro, carico di un’aquila coronata, di nero |
| Peri          | Guelfi e Nobili del Popolo di Marengo       | | | |
| Pertusati     | Ammessi al patriziato (XIII secolo)         | Conti di Castelferro (1683, signori dal 1676) Conti di Comazzo (1747) Patrizi milanesi                                              | Famiglia di Ghibellini del Popolo di Borgoglio. Non compaiono tra i nobili del 1228, ma un Pietro Pertusati è Consigliere nel 1293. Il Manno ricorda un Cristoforo giureconsulto collegiato (1498) e Matteo Pertusati che fu Anziano nel 1481. Ruffino e Melchiorre parteciparono alla riforma elettorale del 1559. Trasferitasi a Milano, la famiglia fu ascritta al patriziato di quella città e si divise nelle due linee dei conti di Castelferro e di Comazzo nel XVIII secolo | |
| Pettenari     | Ghibellini e Nobili del Popolo di Gamondio  | | Il Ghilini li dice consanguinei coi Pettenati vercellesi. Concorsero insieme ai Ghilini alla costruzione della cappella maggiore del Duomo di Alessandria, in cui ebbero sepoltura. | Troncato di rosso e d'argento, a due pettini del secondo, affiancati, nel primo, con il capo d'oro, carico di un'aquila coronata, di nero |
| Pietra        | Ghibellini e Nobili del Popolo di Marengo   | | Guglielmo Pietra fu a capo dei fuoriusciti alessandrini nel 1275 | |
| Piola Caselli |                                             | Conti (1826) | Famiglia di Valenza, trasferita ad Alessandria nel 1730. Antonio, creato conte, sposa Luisa Caselli, nipote del cardinale Carlo Francesco Maria. | Inquartato, al 1° d'azzurro, alla torre d'argento, al 2° d'oro, all'aquila coronata, di nero, al 3° di rosso a due sbarre d'argento, al 4° d'argento, al braccio destro armato, movente dal lato sinistro dello scudo e impugnante un'ascia, il tutto al naturale |
| Pisani        | Ammessi al patriziato                       | Nobili (riconoscimento del 1771) | Poi Pisani Dossi. Ghibellini del Popolo di Borgoglio. Martino Pisani, notaio, risulta Anziano nel 1470; dovettero quindi essere aggregati al patriziato cittadino entro il XV secolo. Riconosciuti nobili dal tribunale araldico di Milano. | Di rosso, al leone coronato d'oro, tenente con la branca anteriore destra una spada d'argento, guernita d'oro, in sbarra, con il capo d'azzurro, cucito, carico di una colomba volante e tenente nel becco un ramoscello d'olivo, il tutto al naturale, la colomba sormontata da un breve d'argento, svolazzante in fascia, scritto con il motto PAX CANDIDA FORTIS                                                                       |
| Da Pò         | Guelfi e Nobili del Popolo di Marengo       | | Giacomo Da Pò Anziano nel 1466. | |
| Ponna         | Nobili del Comune                           | | | |
| Porchi        | Guelfi e Nobili del Popolo di Gamondio      | | | |
| Porzelli      | Guelfi e Nobili del Comune di Borgoglio     | Conti di Valle delle Grazie (1734)                                                                                                  | Alias De Porzelli | D'azzurro, al leone coronato, d'oro, accompagnato in punta da un porcellino, di nero, passante, con la fascia d'argento, attraversante |
| Dal Pozzo     | Guelfi e Nobili del Comune di Rovereto      | Marchesi di Annone (1637, signori dal 1633) Ricevuti nell'Ordine di Malta                                                           | Una delle famiglie principali per i tempi più antichi, ebbero una piazza riservata in città per riunirsi (Piazzetta de' Pozzi) e capitanarono insieme ai Guasco la fazione guelfa. Discesero probabilmente da questa casata i Dal Pozzo di Biella. Vantavano origini leggendarie da un Lucio Scribonio Libone, noto per aver dedicato o restaurato un pozzo, il Puteal Libonis, da cui presero il nome. Ebbero un bel palazzo in Piazzetta Santa Lucia.                             | |
| Prati         |                                             | Marchesi di Rovagnasco (1738) | Famiglia oriunda di Castellazzo. Gian Filippo fu giureconsulto collegiato (1635) come un suo nipote omonimo (1661). Carlo Giacinto acquistò il feudo di Rovagnasco; ebbero il palazzo nell'attuale via XXIV maggio e, per eredità dei Capriata (v.) che in essi si estinsero, Palazzo Prati Capriata. | Trinciato dentato d'argento e d'azzurro, con il capo d'oro, carico di un'aquila coronata, di nero |
| Prevignani    | Guelfi e Nobili del Popolo di Rovereto      | | | |
| Pupini        | Ghibellini e Nobili del Popolo di Gamondio  | | Girolamo Pupini notaio e cancelliere del Comune nel 1649 | D'oro, alla torre di rosso, murata e mattonata di nero, merlata di quattro pezzi alla guelfa, sostenente un'aquila di nero |

### R
| R        | Patriziato                                  | Titoli                                                  | Note | Stemma |
| -------- | ------------------------------------------- | ------------------------------------------------------- | --- | --- |
| Rana     | Guelfi e Nobili del Popolo di Rovereto      |                                                         | | |
| Rattazzi | Decurioni (1732)                            |                                                         | Famiglia del Lago Maggiore, giunta in Alessandria agni inizi del Seicento. Giureconsulti e notai, furono ammessi al Decurionato con Giuseppe Maria. Ad essi appartenne il celebre politico Urbano Rattazzi. | Interzato in fascia, al 1° d'oro, all'aquila bicipite coronata, di nero; al 2° d'azzurro, a tre stelle d'argento, ordinate in fascia; al 3° d'argento, al topo di nero, passante                                                                               |
| Reschii  | Guelfi e Nobili del Comune di Borgoglio     |                                                         | Forse discesero da questa famiglia i Reischio, poi Cavasanti Reischio (v.) | |
| Roberti  | Ghibellini e Nobili del Popolo di Borgoglio | Nobili (riconoscimento del 1771)                        | Da questa famiglia discendono forse i Roberti di Castelvero, che ne portarono inquartate le armi. Ebbero riconoscimento formale di nobiltà insieme ai Robutti nel 1771 | Di rosso, alla corona all'antica, d'oro, con due rami di palma, di verde, intrecciati alla corona, la corona accompagnata in punta da un bordone da pellegrino d'oro, con il capo d'oro, carico di un'aquila coronata, di nero. Alias: senza capo dell'impero. |
| Robutti  | Ghibellini e Nobili del Popolo di Rovereto  | Nobili (riconoscimento del 1771)                        | Famiglia patrizia originaria cresciuta in importanza nel corso del XVII secolo. Ad essa appartenne Pompeo Robutti, celebre architetto militare. Ebbero un palazzo e una cappella in Santa Maria di Castello. Si estinsero nel 1743 e furono sostituiti in decurionato da un altro ramo, che ottenne riconoscimento formale di nobiltà nel 1771 | D'azzurro, alla quercia di verde, con il capo d'oro, carico di un'aquila di nero |
| Rogna    | Ghibellini e Nobili del Popolo di Gamondio  |                                                         | | |
| Roma     |                                             | Ricevuti nell'Ordine di Malta                           | Fra' Godofredo Roma ricevuto nell'Ordine Gerosolimitano nel 1445. | |
| Rossi    | Nobili del Comune                           | Baroni di Vandorno (1777) Ricevuti nell'Ordine di Malta | L'antica famiglia patrizia, cui appartennero Fra' Ludovico Rossi, cavaliere di Malta nel 1402, e il notaio Vincenzo Rossi, Signore di Provvisione nel 1589, risulta già estinta nel Seicento (Armoriale Sardi). Da essa pretese discendenza Giovanni Battista, che acquisì la baronia di Vandorno nel 1777.                                    | D'azzurro, al leone coronato, d'oro |
| Rovelli  | Ammessi al patriziato (XV secolo)           |                                                         | Per il Ghilini furono Ghibellini del Popolo di Borgoglio, per il Manno oriundi di Como, aggregati al decurionato probabilmente con Giorgio Rovelli nel 1491. Si ricordano il dottore fisico collegiato Agostino Rovelli, uno dei primi Dodici di Provvisione nel 1589, e Battista Signore di Provvisione nel 1609.                             | Di nero, al leone coronato, d'oro |

### S
| S            | Patriziato                                  | Titoli | Note | Stemma |
| ------------ | ------------------------------------------- | --- | --- | --- |
| Sacchi       | Ghibellini e Nobili del Comune di Borgoglio | Signori di Pavone e Pietra Marazzi (1530)                                                                                  | | |
| Sacchi       |                                             | Conti (1893) | Oriundi di Castelceriolo. Nobilitati con il senatore Carlo Vittorio, creato conte da Umberto I, pretesero discendenza dai precedenti. | |
| Santi        | Ghibellini e Nobili del Popolo di Marengo   | | | |
| Sappa        |                                             | Nobili del S.R.I. (1597) Patrizi di Alessandria (titolo in uso nel XVIII secolo) Ricevuti nell'Ordine di Malta             | Forse un ramo dei Milanesi (v.) di cui presero il nome (Sappa de' Milanesi). Ad essi appartenne Alessandro, celebre poeta del Settecento. | |
| Sardi        | Guelfi e Nobili del Comune di Borgoglio     | Nobili (riconoscimento del 1750)                                                                                           | Trasferitisi a Napoli, chiesero e ottennero dal comune di Alessandria un attestato di nobiltà. | Troncato, al 1° d'argento, all'aquila coronata, di nero, afferrante con gli artigli due rami di corallo rosso, decussati, al 2° fasciato di rosso e d'argento |
| Scaccavelli  | Ghibellini e Nobili del Comune di Borgoglio | | | |
| Scati        |                                             | Marchesi (1750) Signori di Toleto e Piancastagna (1694) Signori di Castelrocchero (1749) Patrizi di Acqui                  | Nobile famiglia di Acqui. Poi Scati Grimaldi. Il ramo degli Scati Marenco ebbe i titoli di conti di Ciglione (1695) e signori di Pareto (1716). Sono indicati tra le famiglie "nobili straniere residenti in città" nelle Città d'Italia dell'Orlandi.                                                            | D'oro, alla banda di nero |
| Schiara      | Decurioni (1781)                            | Conti (1827) | Famiglia di Felizzano, forse discendenti dagli Schiara signori di Burio (1581). Si trasferirono in Alessandria con Angelo Geronimo, cittadino nel 1757, tra i "nobili stranieri" nel 1770 (Orlandi), ammesso al Decurionato, con dispensa sovrana dal requisito della centenaria abitazione, il 13 febbraio 1781. | D'oro, a cinque foglie di sega, di nero, poste in banda, con il capo d'azzurro, carico di tre occhi, al naturale, ordinati in fascia |
| Scoffone     |                                             | Consignori di Cellamonte (1635)                                                                                            | Famiglia originaria di Casorzo, residente in Alessandria | |
| Scrivani     | Guelfi e Nobili del Comune di Borgoglio     | | Già estinti nel Seicento (armoriale Sardi) | |
| Sibaldi      | Decurioni (XVII secolo)                     | Marchesi di Felizzano (1744)                                                                                               | Oriundi di Nizza, dove sedettero in Consiglio. Ammessi al Decurionato di Alessandria con i figli di Pietro, giureconsulto collegiato e giudice: Carlo Emanuele e Giovanni Battista (m. 1719). Comprarono Felizzano e lo vendettero ai Colli (v.) dopo otto anni.                                                  | |
| Spandonari   | Guelfi e Nobili del Comune di Gamondio      | | | Di rosso, al maschio di fortezza, al naturale, torricellato di tre pezzi, accompagnato da tre bisanti in capo e tre in punta, d'oro, tutto ordinati in fascia |
| Squarzafichi | Guelfi e Nobili del Comune di Borgoglio     | | | |
| Stampa       |                                             | Conti di Montecastello (1694), già Signori dal 1455, Baroni dal 1502 Signori di Pavone (1525) Signori di Quattordio (1533) | Ramo della celebre famiglia milanese che ebbe numerosi feudi nell'Alessandrino. Antonio Francesco Stampa fu uno dei primi Dodici di Provvisione nel 1589, Giovanni Battista fu capitano di fanteria nel 1602. | |
| Stortiglioni | Guelfi e Nobili del Popolo di Marengo       | Conti di Lobbi (1752) Signori di Torre Marengo Ricevuti nell'Ordine di Malta                                               | Il Manno inizia la genealogia con Ruffino, Anziano nel 1292. Ebbero numerosi giureconsulti collegiati a partire almeno dal XV secolo, quando furono signori della Torre di Marengo. | Troncato cuneato d'azzurro e d'argento |
| Stracornari  | Nobili del Popolo                           | | | |
| Straneo      | Guelfi e Nobili del Popolo di Borgoglio     | Nobili | Trasferiti a Casalcermelli nel 1833. In quell'anno Stefano Lodovico, Decurione di seconda classe, viene ammesso alla prima classe, a riconoscimento dell'antica nobiltà patrizia della sua famiglia. | Troncato, al 1° di rosso, all'aquila d'argento, coronata d'oro (arma antica), al 2° d'azzurro, a due vipere al naturale, affrontate e attorcigliate in modo da formare un otto, nel cerchio inferiore dell'otto una croce di rosso, in campo d'argento (arma della Casa Ducale) |

### T
| T       | Patriziato                             | Titoli | Note | Stemma |
| ------- | -------------------------------------- | --- | --- | --- |
| Tacconi | Nobili del Popolo                      | | | |
| Trotti  | Guelfi e Nobili del Comune di Gamondio | Marchesi d'Incisa (1669) Conti di Ovada (1499, signori dal 1479), Casal Cermelli (1623), Castelvairo (1635), Castelnuovo Calcea (1652), Coazze (1710) Signori di Montaldeo (1433), Val d'Orba (1438), Rocca Grimalda (1440), Fresonara (1498, di nuovo nel 1659), Aimonetta (1596), Vinzaglio (1730) e innumerevoli altri luoghi Patrizi di Milano Ricevuti nell'Ordine di Malta | Una delle famiglie principali della città, insigne ad Alessandria e Milano. Si divise in vari rami, tra cui quello dei Trotti Bentivoglio. Tra i suoi membri si ricordano il condottiero Gian Galeazzo Trotti e suo figlio Lorenzo, vescovo di Pavia. | I Trotti Bentivoglio portavano: Inquartato, al 1° e 4° di Trotti; al 2° e 3° trinciato dentato d'oro e di rosso (Bentivoglio), e sul tutto di rosso alla basilica papale accollata alle chiavi pontificie, il tutto d'oro |

### V
| V               | Patriziato                                 | Titoli | Note | Stemma |
| --------------- | ------------------------------------------ | ------ | --- | --- |
| Della Valle     | Ghibellini e Nobili del Popolo di Marengo  |        | | |
| Varzi           | Ghibellini e Nobili del Popolo di Gamondio |        | | Di rosso, al leone d'argento (alias: d'oro) |
| Vespa           | Guelfi e Nobili del Popolo di Gamondio     |        | | D'oro, a tre vespe, al naturale, montanti, con il capo di argento, sostenuto di nero, carico di una croce di rosso (capo di probabile concessione del Comune di Alessandria) |
| Viberi          | Nobili del Popolo                          |        | | |
| Villavecchia    | Ghibellini e Nobili del Popolo di Rovereto |        | | |
| Visconti Prasca | Decurioni (1824)                           |        | Oriundi di Cassine, a fine Settecento si estinsero in essi i Prasca, ramo dei Merlani (v. Castellani). Ad essi appartenne il generale Sebastiano. | D'argento, al biscione di verde, ondeggiante in palo e ingoiante a metà un putto ignudo, di carnagione, posto in maestà e movente in fascia, con le braccia aperte           |

### Z
| Z     | Patriziato            | Titoli | Note | Stemma |
| ----- | --------------------- | --- | --- | ------ |
| Zoppi | Ammessi al patriziato | Marchesi (1730) Conti (1892) Signori di Sezze' (1304), Castelnuovo (1438), Cassine (1439) Patrizi di Alessandria | Oriundi di Casale, ammessi al decurionato probabilmente per successione Gambarutti (v.), che in essi si estinsero (XVI secolo). Un ramo originato da Francesco diede i natali a Gian Cristoforo, Gran Cancelliere, che ottenne il titolo marchionale. Il ramo rimasto in Alessandria ebbe il riconoscimento del titolo comitale per successione Porzelli (v.) nella persona di Vittorio, senatore. |        |

## Casa Ducale
Elenco delle famiglie della Casa Ducale del 1417. Sono segnati in grassetto i nomi delle famiglie della nobiltà alessandrina (v. elenco precedente) che furono insignite anche della nobiltà ducale; di molte delle altre famiglie ammesse a questo privilegio non si hanno ulteriori notizie.
1. Angeleri
2. Anolfi
3. Antichi
4. Ardizzoni
5. Arobba
6. Balosti
7. Baravalli
8. Barberi
9. Bazani
10. Bellini
11. Bellisani (Vallanzani)
12. Boccacci
13. Bonfanti
14. Borghi
15. Bottazzi
16. Bovini
17. Braschi
18. Cacciaguerra
19. Cani
20. Cellerino
21. Corti
22. Dogliani
23. Farina
24. Fasani
25. Ferrari
26. Filiberti
27. Forti
28. Frascara
29. Gambaruti
30. Genzi
31. Ghilini
32. Giberti
33. Grassi
34. Grilli
35. Guerzi
36. Lemuggi
37. Loderi
38. Manchi
39. Mantelli
40. Mazzi
41. Mazzoni
42. Melazzi
43. Muzi
44. Ottelli
45. Parma
46. Pederana
47. Pertusati
48. Pettenari
49. Pietra
50. Pisani
51. Da Pò
52. Porcellana
53. Porrata
54. Porchi
55. Pupini
56. Rana
57. Robini
58. Robutti
59. Rossi
60. Sambuelli
61. Stortiglioni
62. Straneo
63. Tacconi
64. Tori
65. Torti
66. Vallanzani
67. Della Valle
68. Varzi
69. Zavattarelli

## Famiglie nobilitate dopo il 1840
Elenco delle famiglie di Alessandria che ebbero un titolo dopo l'abolizione degli organi patriziali alessandrini, o concesso ex novo o per successione di famiglie del patriziato civico.
| Famiglia                 | Titoli                                      | Note | Stemma |
| ------------------------ | ------------------------------------------- | --- | --- |
| Arlotta Tarino           | Conti                                       | Famiglia discendente dai Figarolo Tarino (v.), di cui portano l'arma | Partito di Figarolo (v.) e di Tarino, che è: d'azzurro, a tre pali d'oro, con il capo d'oro, carico di tre fringuelli (tarini) di verde, i superiori affrontati                                                                  |
| Buschetti                | Conti (1901)                                | Ramo dei Buschetti di Chieri trasferitosi in Alessandria a metà Ottocento. Alessandro Carlo, tenente generale, creato conte nel 1901. | Troncato di rosso e d'argento, alla banda di nero carica di tre stelle d'oro, attraversante |
| Buzzi Langhi             | Marchesi (1892)                             | Famiglia di Cassine, trasferita ad Alessandria a inizio Ottocento con Gaudenzio. Giovanni Maria Pio, la cui madre è sorella dell'ultimo marchese Moscheni di Bergamasco (v.), ottiene il rinnovamento del titolo marchionale, senza predicato, nel 1892.                                                          | Di rosso, al portico frammezzato da una colonna, il tutto d'argento, la colonna di mezzo sostenente una targhetta dello stesso, crociata del campo, con il capo d'azzurro, cucito, carico di un'aquila d'argento, coronata d'oro |
| Figarolo Tarino          | Conti (1894)                                | Ramo dei Figarolo di Gropello in cui si estinsero i Tarino, famiglia comitale torinese. | V. Arlotta Tarino |
| Frascara                 | Conti (1917)                                | Titolo di conte al Senatore Giuseppe. | Troncato, al 1° d'argento, alla frasca d'edera di verde, posta in banda, al 2° d'azzurro, alla frasca di quercia d'argento, posta in sbarra                                                                                      |
| Levi de Veali            | Baroni (1892)                               | Moise Zacut Levi, ebreo di Alessandria, nobilitato dopo un atto di beneficenza. Ampliamento dello stemma nel 1893. | D'azzurro, al piatto del sacrificio, sostenente una pecora ferma e un'anfora ansata affrontate, il tutto d'argento (arma originaria), con il capo del campo, sostenuto d'oro, carico di due covoni dello stesso (ampliamento).   |
| Montel                   | Baroni (1863)                               | Donato Salomone, ebreo di Alessandria, creato barone nel 1863. | Interzato in pergola rovesciata, con lo scaglione d'argento attraversante la partizione inferiore, al 1° d'oro, al leone rivoltato di rosso, al 2° di rosso, al leone d'oro, al 3° d'azzurro, al giglio d'oro                    |
| Ottolenghi di Vallepiana | Conti (1883) Predicato di Vallepiana (1889) | Famiglia di Acqui trasferita ad Alessandria. Unica famiglia ebrea piemontese a portare un titolo superiore a quello baronale e un predicato. Titolo di conte concesso a Meir (Emilio) nel 1883 per una cospicua donazione all'Ospedale Mauriziano. Un altro ramo, in Asti, ebbe pure il titolo comitale nel 1899. | Troncato semipartito, al 1° d'azzurro, a otto lingue di fiamma d'oro, 3, 2, 3, al 2° d'argento, a tre bande d'azzurro, al 3° palato di rosso e d'oro, di quattro pezzi                                                           |

## Famiglie armigere non titolate
Elenco di famiglie alessandrine di cui sono noti gli stemmi. Alcune, come i Moizi o i Gamaleri, fecero parte della storia cittadina e furono casate nobili di Alessandria de facto, mentre di altre non si hanno notizie oltre allo stemma.
| Famiglia  | Note | Stemma |
| --------- | --- | --- |
| Alessio   | Famiglia che ebbe numerosi notai ed ecclesiastici nei secoli XVI-XVIII. Stemma nell'Armoriale Sardi | Troncato, al 1° d'oro, all'aquila di nero, al 2° d'oro, a tre bande di rosso |
| Bosca     | | Troncato, nel 1° d'argento, a due filetti di rosso in decusse, sormontati da una burella di rosso, nel 2° burellato di rosso e d'argento; con la bordura composta di rosso e d'argento; col capo d'oro, all'aquila di nero, coronata dello stesso |
| Buzzone   | Stemma nell'Armoriale Sardi | Troncato, al 1° d'argento, al drago di verde, linguato di rosso, al 2° d'argento, a due bande di nero, alternate con tre filetti dello stesso |
| Gamaleri  | Famiglia consolare di Bosco Marengo. Antonio Maria Gamaleri fu Oratore residente a Milano dal 1579. Giovanni fu un capitano della prima metà del Seicento. | Troncato d'oro e d'azzurro |
| Gandizi   | | Di rosso alla banda d'oro, caricata di tre gigli d'azzurro posti in banda, col capo dell'Impero |
| Malaspina | Stemma presente nell'Armoriale Sardi. | Di rosso, con uno spino di verde, fiorito d'argento di cinque pezzi, attraversante, con il capo d'oro, carico di un'aquila coronata, di nero |
| Moizi     | Guelfi del Popolo di Borgoglio. Oberto Moizi console nel 1191. Nel 1348 un Biagio Moizi fu bandito come traditore dalla città di Alessandria. Ascritti alla Casa Ducale nel 1417. Ebbero diritto al giuspatronato passivo sul canonicato di San Girolamo della Cattedrale di Alessandria. | Troncato, al 1° d'azzurro, a tre stelle (8) d'oro, poste in fascia (arma antica), al 2° di rosso, a due vipere d'oro, affrontate e attorcigliate tali da formare un 8 (arma della Casa Ducale)                                                    |
| Pandini   | Stemma nell'Armoriale Sardi | Troncato, al 1° d'oro, al merlo di nero, passante sulla partizione, al 2° d'azzurro, a tre ramoscelli di verde, posti in palo, uno accanto all'altro                                                                                              |
| Scalea    | Stemma di Giovanni Angelo Scalea alessandrino (1745) nell'Archiginnasio di Bologna. | Fasciato di rosso e d'oro, con il capo d'oro, carico di un'aquila di nero |
| Via       | Stemma nell'Armoriale Sardi | Di rosso, alla sbarra d'azzurro, cucita, accostata da due gigli bottonati, d'oro, con il capo d'azzurro, alla fenice d'oro tra fiamme rosse, rivolta e fissante un fascio di raggi d'argento, uscenti dal cantone sinistro                        |